# Българаново
Българаново е село в Североизточна България. То се намира в община Омуртаг, област Търговище.

## География
Село Българаново е разположено на около 20 km на югоизток от общинския център град Омуртаг.

## История
На 7 декември 1934 г. селото получава името Българаново. Дотогава е носило имената Кадъмлар и Кадемлер.
В началото на ХХ век Стоян Генчев намерил калъп за отливане на дръжка на бронзов нож. Той предал находката в музея във Велики Преслав с инв. номер 2552а. Това показва, че районът на селото е обитаван по време на късната бронзова епоха.
1. ↑  www.grao.bg